# Грайц (район)
Грайц (нім. Greiz) — район у Німеччині, у складі федеральної землі Тюрингія. Адміністративний центр — місто Грайц.

## Населення
Населення району становить 96 102 осіб (станом на 31 грудня 2021).

## Адміністративний поділ
Район складається з 8 самостійних міст і 11 самостійних громад (нім. Gemeinden), а також 26 громад і одного міста, об'єднаних у 3 об'єднання громад (нім. Verwaltungsgemeinschaften).
Дані про населення наведені станом на 31 грудня 2021.
| Самостійні міста: 1. Аума-Вайдаталь (3353) 2. Бад-Кестріц (3704) 3. Берга/Ельстер (3218) 4. Вайда (8205) 5. Гоенлойбен (1442) 6. Грайц (20397) 7. Роннебург (5071) 8. Цойленрода-Трібес (16021) | Самостійні громади: 1. Вайсендорф (326) 2. Гарт-Пельніц (2751) 3. Гартманнсдорф (Невірний параметр metadata 16076026) 4. Каашвіц (642) 5. Крафтсдорф (3699) 6. Крімла (267) 7. Лангенветцендорф (4117), з підпорядкованою громадою: 1. Кюдорф (Невірний параметр metadata 16076038) 8. Лангенвольшендорф (830) 9. Мольсдорф-Тайхвольфрамсдорф (4618) 10. Ноймюле/Ельстер (Невірний параметр metadata 16076052) |

Об'єднання громад:

Зірочками (*) позначені центри об'єднань громад.
| - 1. Ам-Браметаль (4426) 1. Бетенгаузен (220) 2. Браменау (897) 3. Гіршфельд (102) 4. Гросенштайн * (1199) 5. Корбусен (439) 6. Пельциг (1101) 7. Райхштедт (338) 8. Шваара (130) | - 2. Мюнхенбернсдорф (5939) 1. Бокка (464) 2. Гундгауптен (318) 3. Ледерозе (267) 4. Лінденкройц (425) 5. Мюнхенбернсдорф (місто)* (2939) 6. Саара (582) 7. Цедліц (732) 8. Шварцбах (212) | - 3. Вюншендорф/Ельстер (7355) 1. Брауніксвальде (600) 2. Вюншендорф/Ельстер * (2723) 3. Гауерн (121) 4. Гільберсдорф (199) 5. Ендшюц (335) 6. Зелінгштедт (1282) 7. Кауерн (427) 8. Лінда-бай-Вайда (417) 9. Пайцдорф (415) 10. Рюккерсдорф (689) 11. Тайхвіц (97) |